# Dee Snider

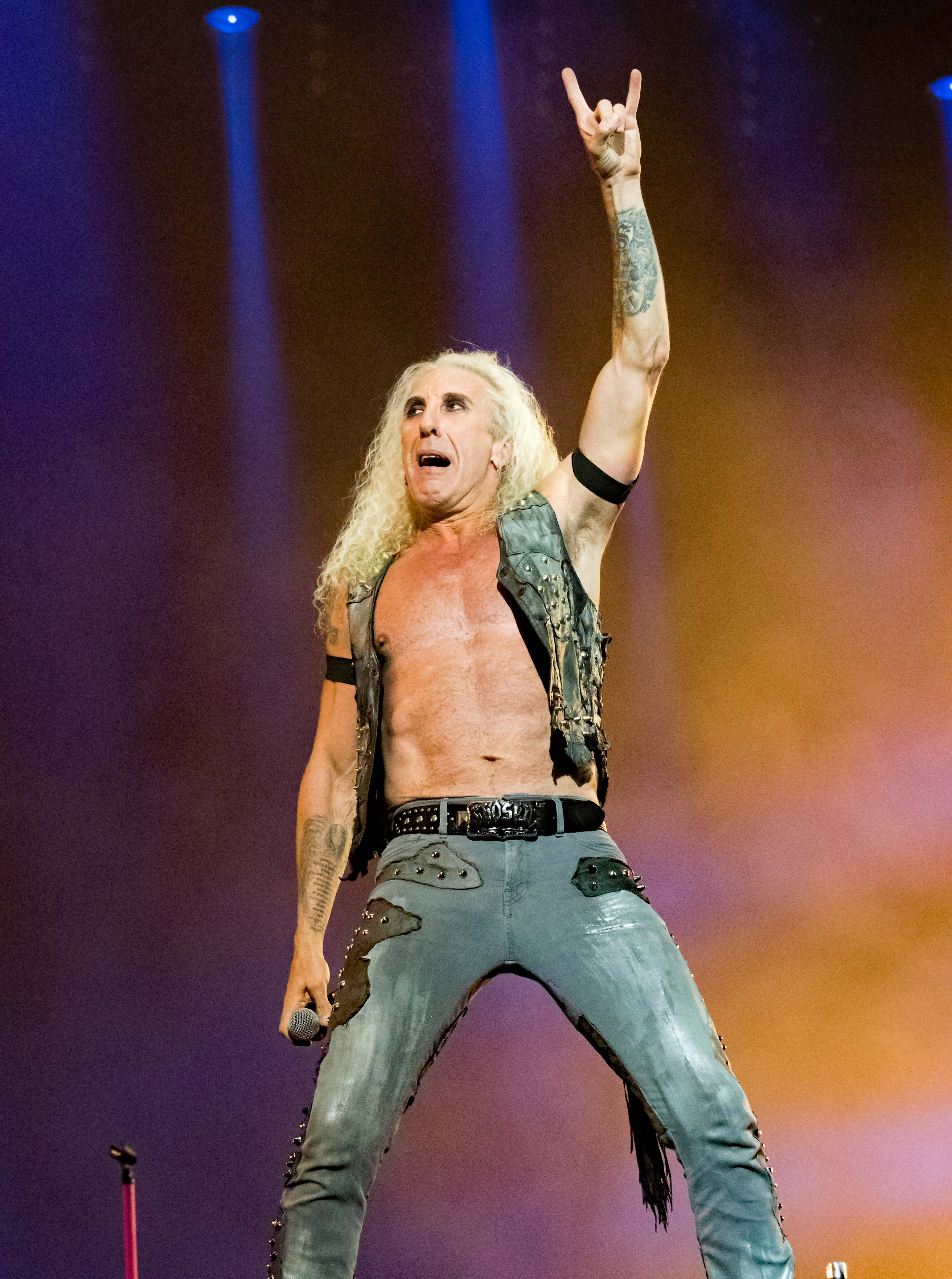
Dee Snider auf dem Wacken Open Air 2016

Daniel „Dee“ Snider (* 15. März 1955 in Astoria, Queens, New York) ist ein US-amerikanischer Musiker und der ehemalige Frontsänger der Heavy-Metal-Band Twisted Sister.

## Leben
Snider wurde in Queens geboren und wuchs auf Long Island auf. Schon als Kind sang Snider im Kirchen- und Schulchor und absolvierte eine klassische Ausbildung als Countertenor. Zugunsten der Rockmusik gab er aber die klassische Musik bald auf, da seiner Meinung nach die beiden Musikstile zu sehr gegeneinander arbeiteten. Er entwickelte eine Vorliebe für ungewöhnliche Kleidung und setzte bald seinen Wunsch in die Tat um, in einer Band zu spielen.

### Musikkarriere
1976 trat er der noch jungen Band Twisted Sister bei und veröffentlichte einige erfolgreiche Alben. Nach der Auflösung der Band im Jahr 1987 versuchte sich Snider an verschiedenen Projekten. Er gründete 1992 die Band Widowmaker, mit der er zwei Alben veröffentlichte. Mitte bis Ende der 1990er Jahre war Snider mit der Twisted-Sister-Tribute-Band Dee Snider's SMF's auf Tournee. Zur Besetzung gehörten unter anderem Schlagzeuger A. J. Pero und Gitarrist Keith Alexander. Die Band veröffentlichte 1997 ein Livealbum mit dem Titel Twisted Forever – SMF's Live.
1997 begann Snider die Radioshow The House of Hair, die in den USA landesweit gesendet wird. Im Jahre 2000 kam ein Soloalbum Never Let the Bastards Wear You Down mit bis dahin unveröffentlichten Songs auf den Markt. 2003 vereinigten sich Twisted Sister wieder und starteten die erste Europatournee seit vielen Jahren. Er nahm mehrere Broadway-Songs neu auf, im Duett mit Cyndi Lauper und Clay Aiken; diese Lieder sind auf dem Album Dee Does Broadway, welches im Mai 2012 über Razor & Tie veröffentlicht wurde. 2015 gab Snider bekannt, drei neue Songs aufgenommen zu haben und diese in einer eigenen Kollektion namens Rock And Roll Ain't Dead – Dee Snider Essentials 1983–2015 veröffentlichen zu wollen. Anschließend stellte er den Titel To Hell and Back als kostenlosen Download auf seiner Website zur Verfügung. 2016 löste sich Twisted Sister wieder auf.
Von März bis April 2023 nahm Snider als Doll an der neunten Staffel der US-amerikanischen Version von The Masked Singer teil, in der er den neunten Platz erreichte.
Im Frühjahr 2023 wurde Dee Snider einer transfeindlichen Äußerung beschuldigt. Er hatte Paul Stanley von KISS unterstützt, der Geschlechtsumwandlungen kritisiert hatte. Die San-Francisco-Pride-Veranstalterin Suzanne Ford verbannte daraufhin das bis dahin als inoffizielle Hymne der Bewegung geltende „We’re Not Gonna Take It“ von der Parade. Snider äußerte sein Unverständnis und bekräftigte seine Unterstützung für die Sache LBGTQIA+.

### Schauspielkarriere
Außerdem schrieb, produzierte und spielte er für den Film Dee Snider’s Strangeland (1998). 2012 stand er für die Comedy-Horror-Romantik-Serie Holliston vor der Kamera und hostete sie beim Chicago Fear Festival. 2021 hatte er einen Gastauftritt als er selbst in der dritten Staffel der Serie Cobra Kai.

### Privates
Snider lebt mit seiner Frau Suzette, mit der er seit 1981 verheiratet ist, in Setauket im Bundesstaat New York. Er hat drei Söhne, Jesse, Shane und Cody, sowie eine Tochter, Cheyenne. Im Mai 2012 veröffentlichte Snider mit „Shut Up and Give Me the Mic: A Twisted Memoir“ seine Memoiren über Gallery Books.

## Diskografie
mit Twisted Sister
- siehe Twisted Sister#Diskografie

mit Widowmaker
- Blood and Bullets (1992)
- Stand By for Pain (1994)

mit Desperado
- Bloodied, but Unbowed (1996)

mit Michael Schenker
- My Years with UFO (2024) (Dee Snider singt auf diesem Album als Gast lediglich das Lied „Natural Thing“)

Solo
- Never Let the Bastards Wear You Down (2000)
- Dee Does Broadway (2012)
- We Are the Ones (2016)
- For the Love of Metal (2018)
- S.M.F. Live in the USA (2018)
- Leave a Scar (2021)